# Glenn Beck
Glenn Edward Lee Beck (født 10. Februar 1964 i Mount Vernon, Washington) er en amerikansk radio- og tv-vært. Glenn Beck er med sine kontroversielle, daglige radio- og tv-talkshows på Fox News blevet en af de toneangivende stemmer for det nye højre i USA og har bl.a. været meget kritisk over for daværende præsident Barack Obamas embedsførelse, samt tidligere præsident George W. Bush' redning af amerikanske banker og forsikringsselskaber.
Som et eksempel på Glenn Becks kontroversielle natur kan nævnes hans holdninger til Massakren på Utøya. Her drog han paralleller mellem organisationen Arbeidernes Ungdomsfylking, som var arrangør af den politiske lejr, ofrene var på, og Hitlerjugend. I samme udsendelse sammenlignede Glenn Beck gerningsmanden, Anders Behring Breivik, med Osama bin Laden.

## Politiske holdninger
Glenn Becks overordnede politiske holdninger baserer sig på, at USA og Vesten generelt befinder sig i en "perfect storm". Glenn Beck mener, at den vestlige civilisation er presset på alle tænkelige fronter, og at det politiske hovedformål for ethvert ansvarsfuldt, politisk bevidst menneske derfor bør være at forsøge at bevare de kvaliteter, der gjorde den vestlige civilisation overlegen. Glenn Beck har haft skiftende holdninger til, hvad der er den rette måde at bevare disse kvaliteter på, og han har bevæget sig fra en mainstream konservatisme over liberalisme til et fokus på de religiøse kvaliteter, der har præget USA siden kolonialiseringen.

## Radio
Han er vært på „Glenn Beck Programmet“, et radioshow, der i den første halvdel begynder med en længere politisk monolog, i den anden halvdel følger telefonsamtaler med lytterne, for det meste om politik og moral. Programmet er med mere end 9 millioner lyttere det tredje mest hørte radioprogram i USA. 

## Glenn Beck show på Fox News Channel
Glenn Beck slog for alvor igennem i USA, da han blev vært på Fox News Channel, hvor han begyndte sit show den 19. januar 2009. Tidligere havde han haft sit eget show på HLN, som også er en landsdækkende nyhedskanal, men med et mindre publikum end Fox News. Udsendelsen på Fox News blev sendt kl. 17:00 EST. Mens Glenn Beck var vært, steg Fox News' gennemsnitlige seertal fra 17:00 til 18:00 fra ca. 1 mio. i sommeren 2008 (før præsidentvalget), til omkring 3 mio. seere ved årsskiftet 2009/2010  Dermed havde Glenn Beck på dette tidspunkt det næstmest sete tv-program på Fox News, kun overgået af Bill O'Reilly. Dette var bemærkelsesværdigt, da Glenn Becks program ikke lå i den bedste sendetid. I 2010 og 2011 faldt hans seertal dog noget til et gennemsnit på omkring 2 mio. seere. Dette var dog stadig flere seere end alle de andre konkurrerende amerikanske nyhedskanaler har tilsammen på samme tidspunkt. .
Da han arbejdede for Fox News blev Glenn Beck boykottet af Color of Change, der blev stiftet af Van Jones, der tidligere var særlig rådgiver om "grønne arbejdspladser" for præsident Obama. Glenn Beck har længe været efter Van Jones, bl.a. fordi Van Jones har været aktiv i STORM – en marxistisk organisation fra Californien.  Color of Changes boykot var effektiv, og mange firmaer ønskede ikke at få sendt deres reklamer i Glenn Becks sendetid. 
Glenn Becks daglige Tv-show på Fox News stoppede den 30. juni 2011.  Glenn Beck ville i stedet satse på at bruge internettet som platform. Dele af venstrefløjen så hans afgang fra Fox News som en sejr og en bekræftelse af, at deres boykot har virket, mens Glenn Beck selv siger, at han ønsker at fokusere på et yngre publikum. .

## TheBlaze og GBTV
Efter sit show på Fox News startede Glenn Beck sin egen Tv-kanal på internettet. Denne Tv-kanal viser bl.a. et to timer langt dagligt show med Glenn Beck som vært. Tv-kanalen viser også andre udsendelser så som Brian Sachs "B.S. of A", der er et satireprogram a la Jon Stewarts "The Daily Show", der vises på Comedy Central. GBTV sender også børneprogrammer, dokumentarer og interviews med kendte personligheder.
GBTV havde omkring 300.000 abonnenter, da kanalen startede, og ifølge visse opgørelser har kanalen op mod en million abonnenter nu. Ifølge samme analyse vil moderselskabet Mercury Radio Arts derved have en omsætning på 135 mil. dollars (ca. 800 mil. kr.), hvilket betyder, at Glenn Beck er ved at opbygge sit eget medie-imperium på internettet.
GBTV har senere skiftet navn til TheBlaze.

## Bøger
Glenn Beck har skrevet fem debatbøger, der alle er kommet på New York Times’ bestsellerliste. Han har bl.a. skrevet 'Broke', der er en gennemgang af USA's gældshistorie fra uafhængigheden til i dag. Glenn Beck har også skrevet ’Arguing with Idiots', der er en kulørt bog med spydige kommentarer, tegneserier, små faktabokse og citatudklip. ’Arguing with Idiots’ er en håndbog om diskussioner med progressive mennesker, der går ind for en stor stat. Glenn Beck har også inspireret og deltaget i produktionen af 'The Overton Window', der er en politisk thriller, som omhandler en konspiration om at udvide den amerikanske føderale stats beføjelser.
Glenn Becks Mercury Radio Arts udgiver også selv bøger gennem datterselskabet Mercury Ink. Deres første udgivelse Michael Vey: The Prisoner of Cell 25 strøg direkte op på New York Times bestsellerliste for mest sælgende roman til børn.

## References
1. ↑  Opprørt over Hitler-sammenlikning Vegard Kristiansen Kvaale på Dagbladet 25. juli 2011
2. ↑  Glenn Beck On Norway Killings: Children Like 'Hitler Youth,' Breivik 'Just As Bad As Osama Bin Laden' (AUDIO); Huffington Post Media (Engelsk) Huffington Post 25. juli 2011
3. ↑  Ho, Rodney. "Rush Limbaugh tops talk radio rankings as usual, Glenn Beck moves up Arkiveret 17. december 2010 hos  Wayback Machine." accessAtlanta. 3. marts 2010
4. ↑  Gorman, Bill. "Beck vs. Blitzer vs. Matthews Cable News Ratings Arkiveret 4. februar 2010 hos  Wayback Machine." TV By The Numbers. 31. januar 2010.
5. ↑  ["http://tvbythenumbers.zap2it.com/2011/03/29/glenn-beck-ratings-tumble-vs-last-year/87528 Arkiveret 24. april 2011 hos  Wayback Machine 'Glenn Beck' Ratings Tumble vs. Last Year]." TV by the Numbers 29. marts 2011.
6. ↑  Wilson, Scott og Franke-Ruta, Garance. "White House Adviser Van Jones Resigns Amid Controversy Over Past Activism Arkiveret 31. marts 2019 hos  Wayback Machine." The Washington Post. 6. september 2009
7. ↑  "Who’s Really Behind the Glenn Beck Boycott? Arkiveret 20. april 2010 hos  Wayback Machine." Big Journalism 30. marts 2010.
8. ↑  "Fox News and Mercury Radio Arts Announce New Agreement; Beck to ‘Transition Off’ Daily TV Program Arkiveret 28. april 2011 hos  Wayback Machine." The Blaze 6. april 2011.
9. ↑  "Glenn Beck Implies He’s Leaving Fox News Because The Audience Is Older." Mediaite 18. april 2011.
10. ↑  "Glenn Beck unleashes his dogs of war Arkiveret 23. april 2013 hos  Wayback Machine." Deseret News 29. maj 2012.